# Barabinszk
Barabinszk (oroszul: Барабинск) város Oroszország ázsiai részén, a Novoszibirszki területen, a Barabinszki járás székhelye. Eredeti neve Kainszk.
Népessége: 30 394 fő (a 2010. évi népszámláláskor).

## Elhelyezkedése
A Nyugat-szibériai-alföld délnyugati részén elterülő Baraba-alföldön helyezkedik el, melyről nevét kapta. Novoszibirszktől kb. 300 km-re nyugatra, az Om bal partján fekszik. Vasútállomás a Transzszibériai vasútvonal Omszk–Novoszibirszk közötti szakaszán. A város mellett vezet az R254-es főút (oroszul: ). 

## Története
Kainszk 1893-ban, a vasútvonal építésekor keletkezett, 1917-ben kapott város címet. 1924-től a járás és 1925–1930 között a Barabinszki körzet székhelye (is) volt. A világháború idején, 1941-től itt működött a nyugatról evakuált személyek, családok egyik nagy befogadó- és tranzitállomása.

## Népessége
| Lakosok száma | 1900 | 40 878 | 36 501 | 36 500 | 32 500 | 30 400 | 30 400 | 29 714 | 28 941 | 27 648 |
|               | 1897 | 1959   | 1989   | 1998   | 2003   | 2008   | 2011   | 2014   | 2018   | 2021   |

## Gazdasága
Gazdaságát a vasútvonal kiszolgálása, fémszerkezetgyártás (SzvjazInveszt), élelmiszeripar (tej- és halfeldolgozás) jellemzi. Nyugat-Szibériában a tejirányú szarvasmarha-tenyésztés egyik jelentős körzeti központja.
Barabinszkban működik a novoszibirszki közlekedési főiskola kihelyezett tagozata.